# Mirko Bulović (general)
Mirko Bulović, hrvaški general, * 3. marec 1921, Orahovica, Našice, Kraljevina SHS.

## Življenjepis
Od začetka je sodeloval v NOVJ. Med vojno je bil politični komisar v več enotah.
Po vojni je končal šolanje na Višji vojaški akademiji JLA in bil vojaški ataše v ZDA in Združenem kraljestvu, načelnik II. uprave Generalštaba JLA,...

## Odlikovanja
- Red zaslug za ljudstvo
- Red bratstva in enotnosti